# Gerardo Milman
Gerardo Fabián Milman (n. Avellaneda, provincia de Buenos Aires, 21 de septiembre de 1966) es un político argentino. Militó en la Unión Cívica Radical que abandonó en 2007. Desde ese año formó parte del partido Generación para un Encuentro Nacional (GEN). Se desempeñó como Diputado de la Nación Argentina (2009-2013). Fue director de la AFSCA en representación de la oposición, hasta el 15 de diciembre de 2015, en que se aceptó su renuncia. El 6 de enero de 2016 fue designado Secretario de Gestión Federal de la Seguridad de la Nación. Fue miembro de Unión por la Libertad hasta su disolución y su integración al PRO, actualmente es mano derecha de Patricia Bullrich y un referente importante dentro del partido en la provincia de Buenos Aires, además de Diputado Nacional desde el 2021.

## Biografía
Nacido en Avellaneda, en una familia con orígenes judeo-ucranianos y polacos. Hijo de Simón Milman y Clara Fuks, ambos inmigrantes nacidos en Ucrania, parte de su familia paterna fueron víctimas del Holocausto. En 2007 integró un grupo de dirigentes radicales que adoptaron una fuerte postura antikirchnerista y propusieron que la UCR apoyara la candidatura presidencial de Elisa Carrió, ex afiliada radical, en las elecciones de ese año.
Durante 2009, con el GEN integrado al Acuerdo Cívico y Social, Milman integró la lista a diputados nacionales. Fue redactor de un proyecto de nueva Ley de Entidades financieras.
En 2011, se presentó como candidato a intendente del Partido de Avellaneda por el Frente Amplio Progresista, cosechó el 11% de los votos, solo un punto debajo del segundo lugar obtenido por el candidato de UDeSo, pero muy por debajo del candidato del Frente Para la Victoria, el entonces intendente interino Jorge Ferraresi, que logró su reelección.
Durante la administración nacional de Cambiemos, junto a al jefe de Gabinete Marcos Peña, preparó un “protocolo de protesta social” para hacer frente a los reclamos contra las medidas de ajuste y los tarifazos anunciados y por venir. Diferentes diputados señalaron que “lo que buscan es disciplinar a la sociedad ante la creciente protesta social”. Como elemento punitivo, a los manifestantes se les advertirá que ante un corte se les aplicará las penas del artículo 194 del Código Penal o las contravenciones previstas en cada jurisdicción.
Referentes de la oposición cuestionaron el protocolo al advertir que criminaliza la protesta social, otorga más facultades a las fuerzas de seguridad y busca "amedrentar los reclamos". Para el Centro de Estudios Legales y Sociales, la nueva normativa "otorga a las fuerzas de seguridad amplias facultades para reprimir y criminalizar las protestas sociales". Para la diputada Myriam Bregman, del Frente de Izquierda, "es increíble que con una mera resolución ministerial se pretenda avasallar un derecho fundamental, como es el derecho a la protesta y a la movilización".
Otro punto polémico de su resolución afecta la cobertura de los medios de comunicación durante la protesta. Los periodistas deberán ubicarse en "una zona determinada" por las fuerzas de seguridad impidiendo la cobertura. El protocolo, además de limitar la cobertura periodística, permite el uso de armas de fuego y balas de gomas para dispersar cualquier protesta o reclamo.